# Liste des reines de Jordanie
Pour leurs conjoints, voir Liste des souverains de Jordanie.
Cet article donne la liste des reines consorts de l'Émirat hachémite de Transjordanie (1921-1946) et du Royaume hachémite de Jordanie (1946).

## Hachémites(1921-présent)
| N° | Portrait | Nom | Règne                                 | Conjoint     |
| -- | -------- | --- | ------------------------------------- | ------------ |
| 1  |          | Musbah de Jordanie Musbah bint Nasser 1884 à La Mecque (Empire ottoman) 15 mars 1961 à Irbid (Jordanie) | Du 25 mai 1946 au 20 juillet 1951     | Abdallah Ier |
| 2  |          | Zein de Jordanie Zein al-Sharaf 15 décembre 1916 à Alexandrie (Égypte) 2 août 1994 à Lausanne (Suisse)  | Du 20 juillet 1951 au 11 août 1952    | Talal        |
| 3  |          | Dina de Jordanie Dina bint 'Abdu'l-Hamid 15 décembre 1929 au Caire (Égypte) 21 août 2019                | Du 18 avril 1955 au 24 juin 1957      | Hussein      |
| 4  |          | Muna de Jordanie Antoinette Gardiner 25 avril 1941 à Chelmondiston (Royaume-Uni)                        | Du 25 mai 1961 au 21 décembre 1972    | Hussein      |
| 5  |          | Alia de Jordanie Alia Toukan 25 décembre 1948 au Caire (Égypte) 9 février 1977 à Amman (Jordanie)       | Du 24 décembre 1972 au 9 février 1977 | Hussein      |
| 6  |          | Noor de Jordanie Elizabeth Halaby 23 août 1951 à Washington (États-Unis)                                | Du 15 juin 1978 au 7 février 1999     | Hussein      |
| 7  |          | Rania de Jordanie Rania al Yassin 31 août 1970 à Koweït (Koweït)                                        | Depuis le 7 février 1999              | Abdallah II  |